# Conus circumcisus
Conus circumcisus é uma espécie de gastrópode do gênero Conus, pertencente a família Conidae.

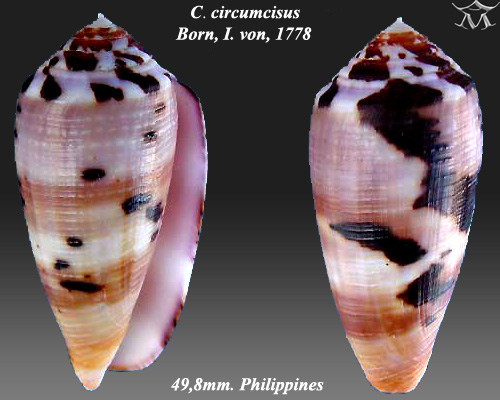
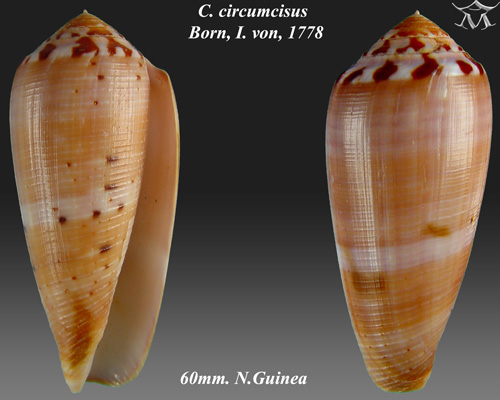